# Войнихівська сільська рада
Войнихівська сільська рада — колишній орган місцевого самоврядування у Лубенському районі Полтавської області з центром у c. Войниха.

## Населені пункти
Сільраді були підпорядковані населені пункти:
- c. Войниха
- c. Куп'єваха
- c. Піски
- c. Тернівщина

## Населення
Згідно з переписом УРСР 1989 року чисельність наявного населення сільської ради становила 2588 осіб, з яких 1121 чоловік та 1467 жінок.
За переписом населення України 2001 року в сільській раді мешкало 2199 осіб.

### Мова
Розподіл населення за рідною мовою за даними перепису 2001 року:
| Мова       | Відсоток |
| ---------- | -------- |
| українська | 96,73 %  |
| російська  | 2,73 %   |
| вірменська | 0,36 %   |
| білоруська | 0,05 %   |